# Lithornithiformes
De Lithornithiformes met de Lithornithidae als enige familie is een orde van uitgestorven vogels.
De Lithornithiformes behoort tot de Paleognathae, een groep die ook de tinamoes en loopvogels omvat. Deze vogelgroepen onderscheiden zich van de overige moderne vogels door de kaakstructuur. De lithornithiden leefden van het Paleoceen tot het Midden-Eoceen in Noord-Amerika en westelijk Europa. Het waren tinamoe-achtige vogels die in staat waren te vliegen. De grootste soorten zoals Paracathartes hadden het formaat van een kalkoen, terwijl de kleinere soorten zoals Lithornis de grootte van een kip hadden. De lithornithiden hadden een lange, slanke snavel en de bouw van de snavel wijst er op dat ze net als kiwi's een orgaan in de snavelpunt hadden die mechanische trillingen kon waarnemen ter ondersteuning bij het zoeken naar ongewervelden in de bodem. De grote, gekromde klauwen stelden de lithornithiden in staat goed in bomen te kunnen zitten. Het lichaam was slank met lange nek en een korte staart. Afgietsels van de schedel wijzen op een goed ontwikkeld zicht en reuk. 